# Benedetta Re
Benedetta Re (Roma, 15 febbraio 1989) è una nuotatrice artistica italiana.
Agli Europei 2006 di Budapest ha vinto il bronzo nella prova a squadre e nel combinato.